# Torneo dell'UEMOA 2013
Il Torneo dell'UEMOA 2013 (2013 UEMOA Tournament) fu la sesta edizione del Torneo dell'UEMOA, competizione calcistica per nazione organizzata dall'UEMOA. La competizione si svolse in Costa d'Avorio dal 26 ottobre al 2 novembre 2013 e vide la partecipazione di otto squadre: Burkina Faso, Benin, Costa d'Avorio, Guinea-Bissau, Mali, Niger, Senegal e Togo.

## Formula
- Qualificazioni

Nessuna fase di qualificazione. Le squadre sono qualificate direttamente alla fase finale.
- Fase finale

Fase a gruppi - 8 squadre, divise in due gruppi da quattro squadre. Giocano partite di sola andata, le prime classificate si qualificano per la finale.
Fase a eliminazione diretta - 2 squadre, giocano partite di sola andata. La vincente si laurea campione UEMOA.

## Stadi
| Abidjan                       | Abidjan (Costa d'Avorio) |
| ----------------------------- | ------------------------ |
| Stadio Félix Houphouët-Boigny | Abidjan (Costa d'Avorio) |
| Capienza: 50.000              | Abidjan (Costa d'Avorio) |
|                               | Abidjan (Costa d'Avorio) |
| Abidjan                       | Abidjan (Costa d'Avorio) |
| Stade Robert Champroux        | Abidjan (Costa d'Avorio) |
| Capienza: 10.000              | Abidjan (Costa d'Avorio) |
|                               | Abidjan (Costa d'Avorio) |

## Squadre partecipanti
| Pr. | Squadra        | Data di qualificazione certa | Partecipante in quanto                                         | Partecipazioni precedenti al torneo | Ultima presenza |
| --- | -------------- | ---------------------------- | -------------------------------------------------------------- | ----------------------------------- | --------------- |
| 1   | Costa d'Avorio | -                            | Rappresentativa della nazione organizzatrice della fase finale | 2007, 2008, 2009, 2010, 2011        | Senegal 2011    |
| 2   | Benin          | -                            | Qualificata di diritto                                         | 2007, 2008, 2009, 2010, 2011        | Senegal 2011    |
| 3   | Burkina Faso   | -                            | Qualificata di diritto                                         | 2007, 2008, 2009, 2010, 2011        | Senegal 2011    |
| 4   | Guinea-Bissau  | -                            | Qualificata di diritto                                         | 2007, 2008, 2009, 2010, 2011        | Senegal 2011    |
| 5   | Mali           | -                            | Qualificata di diritto                                         | 2007, 2008, 2009, 2010, 2011        | Senegal 2011    |
| 6   | Niger          | -                            | Qualificata di diritto                                         | 2007, 2008, 2009, 2010, 2011        | Senegal 2011    |
| 7   | Senegal        | -                            | Qualificata di diritto                                         | 2007, 2008, 2009, 2010, 2011        | Senegal 2011    |
| 8   | Togo           | -                            | Qualificata di diritto                                         | 2007, 2008, 2009, 2010, 2011        | Senegal 2011    |

Nella sezione "partecipazioni precedenti al torneo", le date in grassetto indicano che la nazione ha vinto quella edizione del torneo, mentre le date in corsivo indicano la nazione ospitante.

## Fase finale

### Fase a gruppi

#### Gruppo A

##### Classifica
| Pos | Squadra        | P.ti | G | V | N | P | GF | GS | DR |
| --- | -------------- | ---- | - | - | - | - | -- | -- | -- |
| 1   | Burkina Faso   | 5    | 3 | 1 | 2 | 0 | 6  | 2  | +4 |
| 2   | Mali           | 5    | 3 | 1 | 2 | 0 | 2  | 1  | +1 |
| 3   | Costa d'Avorio | 4    | 3 | 1 | 1 | 1 | 4  | 4  | 0  |
| 4   | Togo           | 1    | 3 | 0 | 1 | 2 | 2  | 7  | -5 |

Burkina Faso qualificata alla finale.

##### Risultati
| Abidjan 26 ottobre 2013 | Costa d'Avorio | 2 – 1 | Togo | Stadio Félix Houphouët-Boigny\| Arbitro: \| Namouano \| |
| Arbitro:                | Namouano       |       |      |                                                         |

| Abidjan 26 ottobre 2013 | Mali       | 0 – 0 | Burkina Faso | Stade Robert Champroux\| Arbitro: \| Tohouegnon \| |
| Arbitro:                | Tohouegnon |       |              |                                                    |

| Abidjan 28 ottobre 2013 | Togo      | 0 – 4 | Burkina Faso | Stade Robert Champroux\| Arbitro: \| Cantussan \| |
| Arbitro:                | Cantussan |       |              |                                                   |

| Abidjan 28 ottobre 2013 | Costa d'Avorio | 0 – 1 | Mali | Stadio Félix Houphouët-Boigny\| Arbitro: \| Gueye \| |
| Arbitro:                | Gueye          |       |      |                                                      |

| Abidjan 30 ottobre 2013 | Costa d'Avorio | 2 – 2 | Burkina Faso | Stadio Félix Houphouët-Boigny\| Arbitro: \| Namouano \| |
| Arbitro:                | Namouano       |       |              |                                                         |

| Abidjan 30 ottobre 2013 | Mali       | 1 – 1 | Togo | Stade Robert Champroux\| Arbitro: \| Tohouegnon \| |
| Arbitro:                | Tohouegnon |       |      |                                                    |

#### Gruppo B

##### Classifica
| Pos | Squadra       | P.ti | G | V | N | P | GF | GS | DR |
| --- | ------------- | ---- | - | - | - | - | -- | -- | -- |
| 1   | Benin         | 7    | 3 | 2 | 1 | 0 | 9  | 1  | +8 |
| 2   | Senegal       | 5    | 3 | 1 | 2 | 0 | 5  | 2  | +3 |
| 3   | Niger         | 3    | 3 | 1 | 0 | 2 | 1  | 6  | -5 |
| 4   | Guinea-Bissau | 1    | 3 | 0 | 1 | 2 | 1  | 7  | -6 |

Benin qualificata alla finale.

##### Risultati
| Abidjan 27 ottobre 2013 | Senegal | 1 – 1 | Benin | Stade Robert Champroux\| Arbitro: \| Sanou \| |
| Arbitro:                | Sanou   |       |       |                                               |

| Abidjan 27 ottobre 2013 | Niger     | 1 – 0 | Guinea-Bissau | Stade Robert Champroux\| Arbitro: \| Coulibaly \| |
| Arbitro:                | Coulibaly |       |               |                                                   |

| Abidjan 29 ottobre 2013 | Benin   | 5 – 0 | Guinea-Bissau | Stade Robert Champroux\| Arbitro: \| Azaleko \| |
| Arbitro:                | Azaleko |       |               |                                                 |

| Abidjan 29 ottobre 2013 | Senegal | 3 – 0 | Niger | Stade Robert Champroux\| Arbitro: \| Keita \| |
| Arbitro:                | Keita   |       |       |                                               |

| Abidjan 31 ottobre 2013 | Senegal | 1 – 1 | Guinea-Bissau | Stade Robert Champroux\| Arbitro: \| Sanou \| |
| Arbitro:                | Sanou   |       |               |                                               |

| Abidjan 31 ottobre 2013 | Niger | 0 – 3 | Benin | Stade Robert Champroux |

### Fase a eliminazione diretta

#### Tabellone
|  | Finale       |              |       |  |
|  |              |              |       |  |
|  | Burkina Faso | Burkina Faso | 0 (9) |  |
|  | Benin        | Benin        | 0 (8) |  |

#### Finale
| Arbitro: | Gueye |

|  |                      |  |
|  | Tiri di rigore 9 – 8 |  |